# Fornalutx
Fornalutx är en kommun i Spanien. Den ligger i den autonoma regionen Balearerna i östra delen av landet. Antalet invånare är 715 (2024). Fornalutx ligger på ön Mallorca.